# Шульц, Конрад
Конрад Шульц (нем. Conrad Schul(t)z; 1731—1802) — лютеранский пастор.

## Биография
Сын бедного стекольщика родился в Митаве 1 (12) января 1731 года. Первым его учителем был органист в Доблене, помощником которого он был с 1744 года. Затем он посещал занятия преподавателя древних языков. В 1748 году он написал два письма, одно на латинском, другое на греческом языке, дубельнскому пастору Пфлуграту с просьбой оказать ему содействие для продолжения образования. В 1751 году по ходатайству Пфлуграта Шульц получил от местных властей стипендию для обучения в Кёнигсбергском университете, где Шульц в течение четырёх лет изучал богословие. С 1755 года он работала домашним учителем в Дуоле  (лит.) (под Ригой).

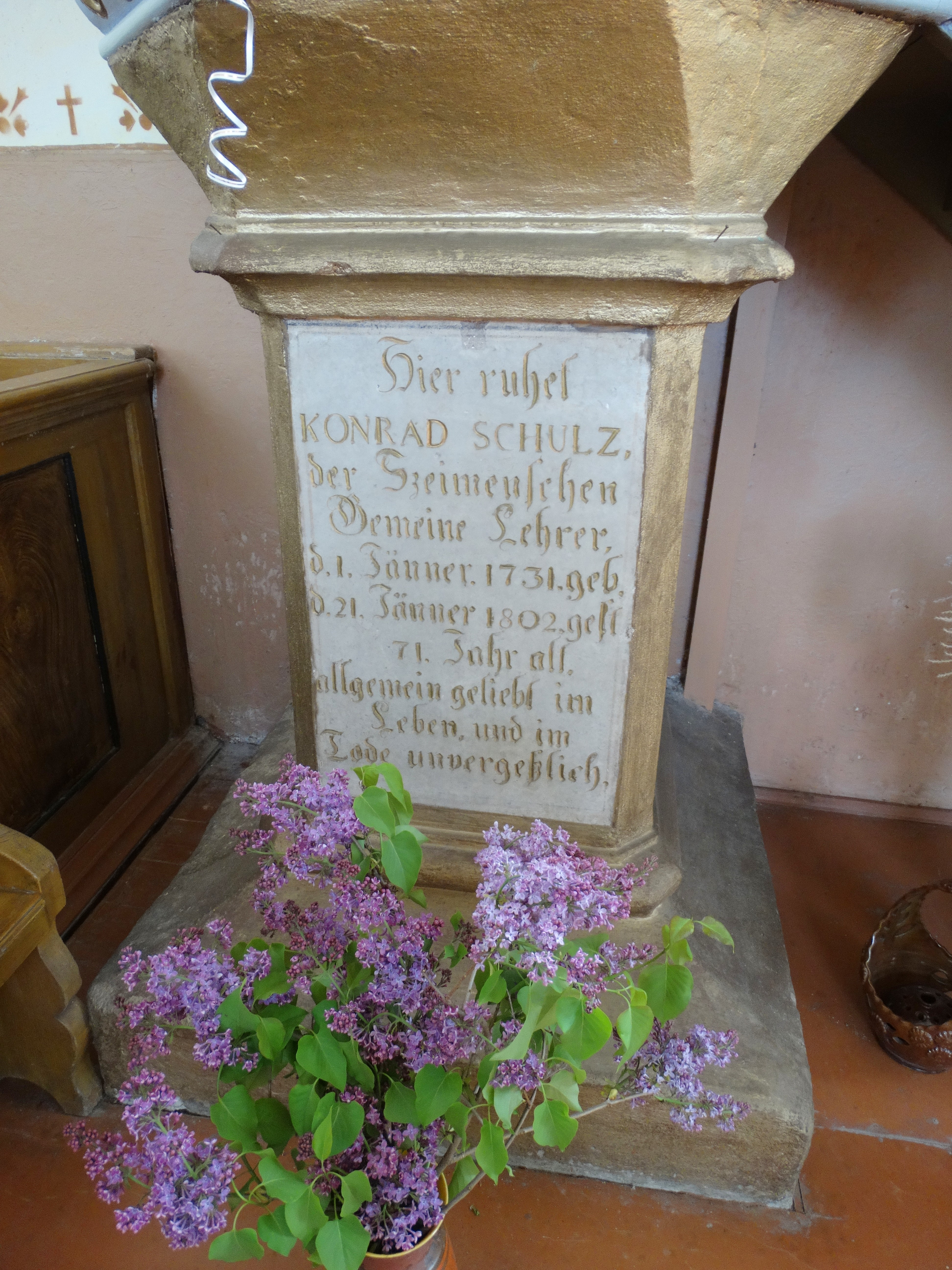
Могила пастора К. Шульца.
Жеймялис, Литва

В 1759 году он был назначен пастором в Жеймялис (Шаймы), постоянно заботясь о нуждах евангелических приходов Литвы. Приход в то время относился к Бауской епархии Куршской консистории Его стараниями в 1783 году был разработан проект Литовской евангелической консистории, в 1790 году учреждена приходская школа, построена новая церковь: в 1786 году вместо деревянной начали строить неоготический каменный храм, который был освящён 29 сентября 1793 года.
В 1761 году женился на Катарине Магдалене Розенбергер; в 1772 году у них родился сын Либеготт Отто Конрад, которому впоследствии, в 1795 году он передал свой приход.
Из его печатных произведений известны два на латинском языке: стихотворение на смерть одного из сыновей его благодетеля, пастора Пфлуграта, «Supremum quod datur amoris amicitiaeque monumentum» (Митава, 1756) и рассуждение «Utrum literae in Christianorum scholis majori tractandae studio, an boni mores» (Митава, 1758) и одно на немецком языке: «Lettisches Pastoral-Handbuch oder Kirch-Agende zum Gebrauch bei den lettischen Gemeinden des Grossherzogthums Litthauen, auf synodalische Verоrdnung herausgegeben» (Митава, 1795). Кроме того, он написал значительное число церковных песнопений и составил сохранившуюся в рукописи книжку нравоучительного содержания под заглавием «Lettisches Reisebüchlein». В 1795 году для священников литовских евангелических приходов он написал на латышском языке справочник «Lettisches Pastoral–Hand–Buch».
Умер 23 января (4 февраля) 1802 года в Жеймялисе. Похоронен в местной церкви.